# 上水石湖新村警民衝突
上水石湖新村警民衝突是發生在1999年11月16日於上水石湖新村的一場警民衝突。

## 背景
香港政府為紓緩新界北區水患，進行梧桐河防洪及擴闊工程，上水石湖新村位於該工程需清拆的位置，一百二十一戶中，有八十八戶已接受房屋署安置，其餘三十三個包括廠家及商戶不滿政府賠償及安排，而拒絕遷出。

## 經過
11月16日早上8時許，三、四十名受清拆影響的村民在連接村口通道的鐵橋上澆倒煤油，又以舊家具、舊電器架設路障，以阻止房屋署清拆人員入村，而警方就派出防暴警員到場戒備。
至上午約10時許，警方應該房署要求協助入村清拆，但村民手持自製武器及開山刀阻止，現場一度混亂。部分村民情緒激動，將石油氣罐搬到屋頂及向下投擲石塊和雜物，更有人企圖引爆石油氣罐。
警方防暴警察配備盾牌、頭盔及胡椒噴霧，最終警方向村民發射8枚催淚彈，事件中有10人受輕傷，其中8人為警員。警方最後拘捕了11男3女。最終房署人員在警方及消防開路入村商討，村民至下午5時才同意撤出，讓房署職員清拆空置房屋。

## 外部連結
- 上水石湖新村 1999-11-16 ATV （页面存档备份，存于）